# Préfecture de Saitama
La préfecture de Saitama (埼玉県, Saitama-ken)  est une préfecture du Japon située au centre du Kantō dont la capitale est Saitama (さいたま市, Saitama-shi).

## Géographie

### Situation
La préfecture de Saitama est bordée des préfectures de Tokyo, Chiba, Ibaraki, Tochigi, Gunma, Nagano et Yamanashi. Elle ne possède aucun accès direct à la mer.

### Topographie
La zone de l'ouest de Saitama (surtout à Chichibu) est montagneuse, alors que les zones centrale, du nord et de l'est se situent dans la plaine de Kantō.

### Hydrographie
Deux grandes fleuves y coulent : les fleuves Tone et Ara. Le premier vient de Gunma et débouche dans le Pacifique. Le second se divise en deux à Tokyo. Son défluent, le fleuve Sumida, a son embouchure en baie de Tokyo.

### Cours d'eau et lacs
| Cours d'eau - Fleuve Ara - Rivière Iruma - Shiba-kawa - Koma-gawa - Rivière Ayase - Fleuve Tone - Fleuve Edo - Rivière Naka - Kanna-gawa - Rivière Shingashi | Lac - Sayamako |

### Villes
La préfecture de Saitama comprend 39 villes. La ville de Saitama est découpée en dix arrondissements (区, ku).
| - Ageo - Asaka - Chichibu - Fujimi - Fujimino - Fukaya - Gyōda - Hannō - Hanyū - Hasuda - Hidaka - Higashimatsuyama | - Honjō - Iruma - Kasukabe - Kawagoe - Kawaguchi - Kazo - Kitamoto - Koshigaya - Kōnosu - Kuki - Kumagaya - Misato - Niiza | - Okegawa - Saitama - Chūō-ku - Iwatsuki-ku - Kita-ku - Midori-ku - Minami-ku - Minuma-ku - Nishi-ku - Ōmiya-ku - Sakura-ku - Urawa-ku | - Sakado - Satte - Sayama - Shiki - Shiraoka - Sōka - Toda - Tokorozawa - Tsurugashima - Wakō - Warabi - Yashio - Yoshikawa |

### Districts
Liste des districts (郡, gun) de la préfecture de Saitama, avec leurs bourgs (町, cho / machi) et villages (村, son / mura, indiqué en italique).
| - District de Chichibu - Higashichichibu - Minano - Nagatoro - Ogano - Yokoze - District de Hiki - Hatoyama - Kawajima - Namegawa - Ogawa - Ranzan - Tokigawa - Yoshimi | - District d'Iruma - Miyoshi - Moroyama - Ogose - District de Kita-Adachi - Ina - District de Kita-Katsushika - Matsubushi - Sugito | - District de Kodama - Kamikawa - Kamisato - Misato - District de Minami-Saitama - Miyashiro - District d'Ōsato - Yorii |

### Jumelages
La préfecture de Saitama est jumelée avec les municipalités ou régions suivantes :
- État de Mexico (Mexique) depuis le 2 octobre 1979 ;
- Shanxi (Chine) depuis le 27 octobre 1982 ;
- Queensland (Australie) depuis le 27 octobre 1984 ;
- Ohio (États-Unis) depuis le 22 octobre 1990 ;
- Brandebourg (Allemagne) depuis le 26 août 1999.

## Économie
- Industrie
  - appareils électroniques
  - ciment

## Histoire
Le nom de la préfecture de Saitama est apparu en 1871, lors de l'abolition du système han. Cette ancienne préfecture équivalait aux zones centrale et celle d'est actuelles. En même temps, la préfecture d'Iruma a été créée. Elle équivalait aux restes du territoire actuel. En 1873, la préfecture d'Iruma a fusionné avec celle de Gunma et est devenue la préfecture de Kumagaya. Après trois ans, la préfecture de Kumagaya s'est divisée, et l'ex-territoire de la préfecture d'Iruma a fusionné avec la préfecture de Saitama. Ainsi la préfecture actuelle est-elle formée.

## Culture
Cuisine et nourriture :
- Senbei de Sōka
- Thé de Sayama
- Udon et soba de Chichibu
- Gokabō

Art folklorique :
- Poupées de Hina matsuri (hina ningyō) d'Iwatsuki et Kōnosu
- Koinobori de Kazo
- Washi (papier japonais) d'Ogawa-machi

Sport
- Baseball : Seibu Lions
- Football : Urawa Red Diamonds et Ōmiya Ardija

## Autre
- La scène d'un célèbre film de Hayao Miyazaki, Mon voisin Totoro (Tonari no Totoro) est près de Tokorozawa.
- Dans le manga Shaman King, l'auberge Fumbari Onsen se trouve à Saitama.
- Un personnage du manga Shin-chan, Shinnosuke Nohara (surnommé Shin-chan), habite à Kasukabe avec sa famille.
- Les personnages de l'anime Lucky Star vivent à Saitama.
- L'anime Seto no hanayome se déroule à Saitama.
- L'anime Arakawa under the Bridge se déroule au bord de la rivière Arakawa à Saitama.
- Le protagoniste du webcomic One Punch Man se nomme Saitama (d'où son auteur, ONE, est originaire) et le continent du monde fictif dans lequel l'histoire se déroule a la forme de la préfecture.
- Dans le manga Initial D, Takumi dispute une course dans la région de Saitama contre un autre pilote d'AE86.